# Lignin
Lignin (od lat. lignum: drvo) je neugljikohidratni polifenolni polimer, glavni sastojak drva (od 15 do 35%), koji poput plastike ili cementa povezuje celulozna vlakna u vrlo čvrstu izvanstaničnu strukturu. Biljna stanica sintetizira lignin i pohranjuje ga na unutarnju stranu celulozne stijenke. Taj se proces naziva lignifikacija. Budući da lignin predstavlja nepropusnu zapreku, takve stanice ugibaju i preostaje samo vanjska celulozno-ligninska struktura, koja drvu daje veliku čvrstoću. Lignin je sporedni proizvod u proizvodnji papira, dobiva se odvajanjem (ekstrakcijom) s pomoću vodene pare, kiselina ili organskih otapala. Lignosulfonati se upotrebljavaju u kožarstvu, kao emulgatori u prehrambenoj industriji, te kao sirovina u kemijskoj industriji, na primjer za proizvodnju vanilina (mirisna i aromatična tvar u proizvodnji čokolade, slatkiša, likera i mirisa).

## Papir
Osim celuloze i hemiceluloze, drvna masa sadrži i mnogo lignina. To je visokomolekularni polimer složene građe, kojim su obložena celulozna vlakanca u drvetu. Lignin je sa stanovišta proizvodnje papira nepoželjan pratilac celuloze i nastoji ga se iz nje ukloniti. Lignin daje celulozi odrvenjen karakter i sprečava bubrenje celuloznih vlakana, pa je mljevenje celuloze koja sadrži lignin znatno otežano. S obzirom na udjel lignina razlikuje se tvrda, normalna i mekana celuloza.

## Lignocelulozna biomasa
Celulozni etanol ili bioetanol iz lignocelulozne biomase spada u drugu generaciju biogoriva. Proizvodnja bioetanola, kao obnovljivog goriva, dosad se uglavnom temeljila na sirovinama na bazi jednostavnih šećera ili škroba. Međutim, jer se te sirovine koriste u ljudskoj prehrani i ishrani životinja, proizvodnja bioetanola iz istih smatra se neekonomičnom. Stoga je cilj buduću proizvodnju bioetanola temeljiti na lignoceluloznoj biomasi, odnosno na sirovinama poput poljoprivrednih i šumskih ostataka. Lignocelulozna biomasa po sastavu se sastoji od lignina, hemiceluloze i celuloze. Upravo složenost strukture lignocelulozne biomase uvjetuje primjenu različitih vrsta predtretmana, koji prethode procesu hidrolize celuloze i hemiceluloze na fermentabilne šećere. Predtretmani mogu biti fizikalni (mehaničko usitnjavanje, piroliza), fizikalno-kemijski (autohidroliza, eksplozija u tekućem amonijaku, eksplozija u ugljikovom dioksidu CO2), kemijski (ozonoliza, kiselinska hidroliza, alkalna hidroliza, oksidativna delignifikacija) i biološki (pomoću mikroorganizama).
Većina ugljikohidrata može se u procesu hidrolize razgraditi do jednostavnih šećera, te potom, fermentirati u etanol. Međutim, u slučaju kada su u materijalu prisutne celuloza i hemiceluloza, proizvodnja bioetanola razlikuje se od tradicionalne tehnologije „od škroba do etanola“ zbog složenosti kemijske strukture tih komponenti. Lignocelulozna biomasa može se podijeliti u nekoliko skupina i to: poljoprivredni ostaci, šumarski ostaci i kruti gradski otpad. Proizvodnja bioetanola iz tih sirovina nalaže se i kao zanimljivo rješenje za njihovo zbrinjavanje. Činjenica da je velika količina lignoceluloznoga materijala, u stvari, ostatak koji potječe iz poljoprivredne proizvodnje ili industrije, otvara mogućnosti proizvodnje bioetanola u velikim količinama. Suprotno postupku proizvodnje bioetanola iz škrobnih sirovina, razgradnji lignocelulozne biomase do monomera šećera prethode različite vrste predtretmana, koji osiguravaju bolju iskoristivost sirovine i u konačnici veći prinos bioetanola. Cilj primjene predtretmana je promjena lignoceluloznog materijala kako bi se razgradila njegova struktura i poboljšala enzimatska razgradnja. Budući da hemiceluloza u takvoj molekuli tvori vrlo čvrste veze s ligninom i celulozom, mnogi predtretmani imaju za cilj ukloniti upravo hemicelulozu.
Lignoceluloza je jedan od najčešćih biopolimera u prirodi. Za razliku od zrna žitarica, u kojima je škrob najznačajniji ugljikohidrat, lignocelulozna biomasa sastoji se od celuloze (40 - 50%), hemiceluloze (25 - 35%) i lignina (15 - 20%). Udio tih komponenti u biomasi razlikuje se ovisno o sirovini, ali stabljika kukuruza, u odnosu na klip kukuruza, slamu pšenice i trave, ima najmanji udio lignina u svojem sastavu, što znači da je i najpogodnija sirovina za proizvodnju bioetanola.
Celuloza je možda najvažnija komponenta u većini staničnih stijenki biljaka, koja se sastoji od dugačkih lanaca glukoze, kao i škroba, međutim različite strukturalne konfiguracije. Upravo strukturalne karakteristike i obavijenost celuloze i hemiceluloze ligninom, čine lignocelulozni materijal težim za hidrolizu od škrobnih sirovina. Lignin je, pak, visoko razgranata molekula, te čini ključnu komponentu stanične stijenke. Međutim, tijekom procesa konverzije biomase u bioetanol, lignin smanjuje enzimatsku razgradljivost biomase. Postoje značajne prepreke u učinkovitoj proizvodnji bioetanola iz poljoprivrednih ostataka. One se primarno odnose na čvrste fizikalne i kemijske veze između lignina i polisaharida u staničnoj stijenci biljke, te na kristalnu strukturu celuloze. Lignin je komponenta u staničnoj stijenci koja tvori zaštitni sloj oko lanaca celuloze i hemiceluloze, štiteći na taj način te polisaharide od enzimatske razgradnje. Kako bi se biomasa pretvorila u bioetanol, celuloza mora biti u obliku u kojem je dostupna celulolitičkim enzimima.